# August (azienda)
August (オーガスト?, Ōgasuto) è uno studio giapponese di visual novel sotto il controllo della casa editrice Hazuki (株式会社葉月?, Kabushiki gaisha Hazuki).
A marzo 2006, la Hazuki ha creato un'altra azienda, la ARIA, composta dallo stesso staff della August.

## Giochi prodotti

### August
- Binary Pot (22 febbraio 2002)
- Princess Holiday (27 settembre 2002)
- Tsuki wa higashi ni hi wa nishi ni 〜Operation Sanctuary〜 (26 settembre 2003)
- August Fan Box (27 agosto 2004)
- Yoake Mae Yori Ruriiro Na (22 settembre 2005)
- Fortune Arterial (25 gennaio 2008)
- Yoake Mae yori Ruri Iro na -Moonlight Cradle- (27 febbraio 2009)
- Aiyoku no Eustia (28 aprile 2011)
- Daitoshokan no Hitsujikai (25 gennaio 2013)
- Sen no Hatō, Tsukisome no Kōki (23 settembre 2016)
- Iris Mysteria! 〜Shōjo no tsumugu yume no hiseki〜 (19 dicembre 2017)

### ARIA
- Yoake Mae Yori Ruriiro Na -Brighter than dawning blue- (7 dicembre 2006)
- Yoake Mae Yori Ruriiro Na Portable (25 febbraio 2010)
- Fortune Arterial: Akai Yakusoku (eliminato)